# Da capo
Da capo (výslovnost [da kápo], zkracován jako D.C.) je italský hudební pojem znamenající od začátku, používaný pro zkrácení notového zápisu.

## Varianty

### Da capo al Fine
Da capo al fine (D.C. al Fine, [da kápo al fíne]) značí, že se má skladba hrát ještě jednou od začátku, a to až do konce, nebo ke slovu Fine.

### Da capo al Coda
Da capo al Coda (D.C. al Coda, [da kápo al kóda]) značí hráči, že má skladbu hrát opět od začátku, a u prvního symbolu kody (𝄌) přejít na část skladby označenou druhým symbolem. Část skladby mezi druhým symbolem kody a koncem skladby bývá celá označována jako coda.

### Da capo al Segno
Da capo al Segno (D.C. al Segno, [da kápo al seňo]) označuje, že se má hrát skladba od začátku až k symbolu 𝄋 (segno).

### Příklady

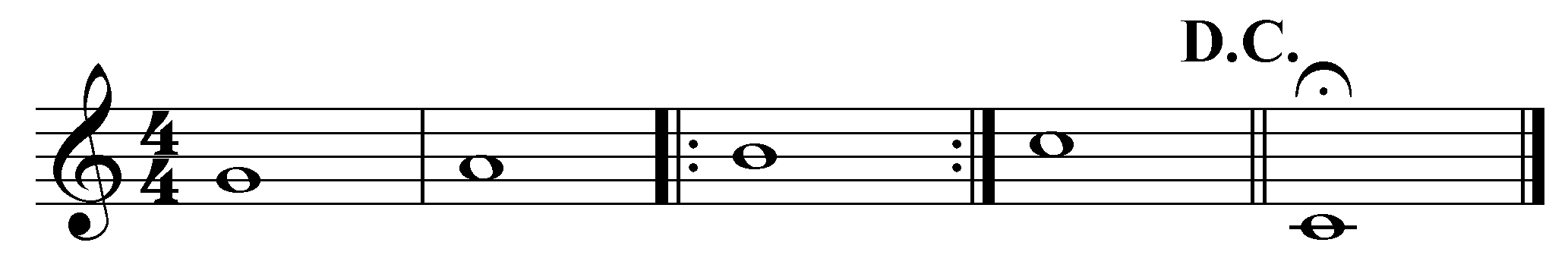
Příklad použití D.C. al FIne. Noty budou zahrány takto: G A H H C2, G A H H C2, C1
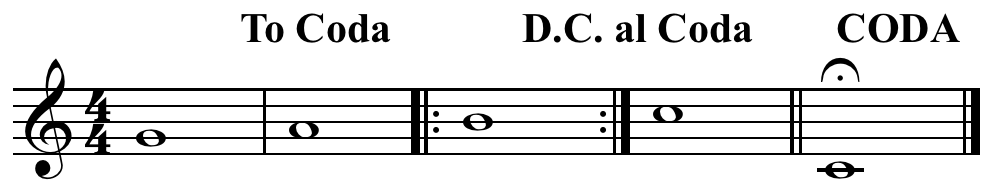
Podobný příklad ukazující použití D.C. al Coda. Noty budou zahrány následovně: G A H H C2, G A, C1